# Monopson
Monopson – forma rynku, na którym istnieje tylko jeden odbiorca (monopsonista) oraz wielu dostawców pewnego towaru lub usługi. 
Monopsonistami są bardzo często przedsiębiorstwa państwowe. Posiadają siłę rynkową umożliwiającą ustalanie cen.
Monopsonistą może być jedyny odbiorca produktu finalnego, jak i również jedyny odbiorca czynnika produkcji. Jednakże lokalne monopsony na rynku czynników produkcji są znacznie powszechniejsze. Dlatego analizę tej formy rynku przeprowadza się zwykle w odniesieniu do rynku czynników produkcji.

## Przyczyny powstawania monopsonu
Jedną z przyczyn powstawania monopsonu jest technologiczna specyfika producenta wyrobu gotowego, który jest jedynym odbiorcą elementu lub półproduktu. Natomiast w przypadku rynku pracy powodem istnienia monopsonu może być lokalizacja produkcji w miejscu pozbawionym innych firm. Jednakże najczęściej monopsonem są władze państwowe, które mogą zatrudniać na przykład policjantów i żołnierzy. Warto wspomnieć, że niewielki ich odsetek zatrudniają agencje detektywistyczne czy firmy ochroniarskie. Firmy będące znaczącymi nabywcami zasobów, mają możliwość stworzenia kartelu, którego celem jest wspólne określenie warunków zakupu czynnika produkcji. W tym przypadku zachowują się jak zbiorowy monopsonista.

## Monopson na rynku czynników produkcji
Monopsonista ma do czynienia z rosnącą krzywą podaży danego czynnika, kiedy jego cena zmienia się wraz z nabywaną ilością. Dlatego przedsiębiorstwo o pozycji monopsonistycznej jest zmuszone oferować wyższą cenę, aby przyciągnąć większą jego ilość. Z tego wynika, że koszt krańcowy dodatkowej jednostki czynnika produkcji przekracza jego cenę. Zwiększając ilość danego czynnika produkcji, monopsonista podbija cenę płaconą wszystkim najętym dotychczas jednostkom tego czynnika.

Monopsonista maksymalizuje zysk, wybierając poziom zatrudnienia L, który zrównuje przychód z produktu krańcowego (MRP) do kosztu krańcowego MC, w punkcie A. Następnie płaca jest określana na krzywej podaży pracy, w punkcie M i jest równa w. Natomiast konkurencyjny rynek pracy osiągnąłby równowagę w punkcie C, gdzie podaż pracy S jest równa popytowi. Doprowadziłoby to do zatrudnienia L’ i płacy w’.

### Maksymalizacja zysku
Analiza maksymalizacji zysku monopsonisty jest podobna do zachowania monopolisty. Załóżmy, że f(L) jest funkcją produkcji, gdzie używa się jednego czynnika. Dodatkowo przyjmijmy, że monopsonista zdominuje rynek czynnika produkcji, na którym działa i jest świadomy, że ilość zgłaszanego przez niego zapotrzebowania będzie wpływała na cenę, jaką musi zapłacić za ten czynnik. Dlatego w(L) jest odwróconą funkcją podaży. Oznacza to, że jeśli przedsiębiorstwo chce nająć L jednostek czynnika, to musi zapłacić cenę w (L). Firma na konkurencyjnym rynku czynników ma do czynienia z poziomą krzywą podaży, czyli może nająć tyle, ile chce, po danej cenie rynkowej. Monopsonista zaś ma skierowaną do góry krzywą podaży czynnika, czyli im więcej chce nabyć, tym większą cenę musi zaoferować. Przedsiębiorstwo na rynku konkurencyjnym jest cenobiorcą, czyli rynek narzuca cenę firmie. Natomiast monopsonista jest cenodawcą, to znaczy, że na ogół dyktuje cenę rynkowi. Problem maksymalizacji, stojący przed monopsonistą, możemy zapisać jako:
{\displaystyle \max[pf(L)-w(L)L].}
Przyjmując, że maksymalizacja dotyczy rynku pracy, można dojść do następujących rozwiązań. Przy założeniu zróżnicowania celu, warunek pierwszego rzędu na rozwiązanie wewnętrzne {\displaystyle L*,} to {\displaystyle pf'(L*)=w(L*)+w'(L*)L*,} lub {\displaystyle {\frac {\operatorname {w(L*)-pMPL} }{\operatorname {w(L*)} }}=-{\frac {1}{\epsilon _{w}^{L}}},} gdzie {\displaystyle \epsilon _{w}^{L}} jest elastycznością podaży płac na rynku pracy. Możliwe są przypadki mieszane, pozwalające firmie posiadać siłę rynkową zarówno na rynku wejściowym, jak i wyjściowym.
Przedsiębiorstwo maksymalizujące zysk zakupi taką ilość czynnika, dla której krańcowy przychód (MRP) jest równy kosztom krańcowym nabycia czynnika (MC). Ponadto wybierze cenę na poziomie minimum niezbędnym do uzyskania potrzebnej ilości czynnika, czyli cena będzie ustalona przez krzywą podaży czynnika.

### Koszty monopsonu
Monopson ma do czynienia z rosnącą krzywą podaży czynnika, więc musi odróżnić cenę, czyli przeciętny koszt nabycia czynnika od kosztu krańcowego. Ogólna zmiana kosztów z najęcia {\displaystyle \Delta L} więcej czynnika jest równa:
{\displaystyle \Delta c=w\Delta L+L\Delta w.}
Natomiast zmiana kosztów na jednostkę zmiany nakładu czynnika, {\displaystyle \Delta L,} jest równa:
{\displaystyle {\frac {\Delta c}{\Delta L}}=MC=w+{\frac {\Delta w}{\Delta L}}L.}
Oznacza to, że kiedy przedsiębiorstwo powiększa zatrudnienie czynnika, musi płacić więcej o {\displaystyle w\Delta L} w postaci opłat za czynnik. Jednak powiększony popyt na czynnik sprawia, że cena idzie do góry o {\displaystyle \Delta w,} więc firma podnosi wyższą cenę za wszystkie jednostki czynnika wcześniej zatrudnionego. Krańcowy koszt najęcia dodatkowych jednostek czynnika wynosi:
{\displaystyle MC=w[1+{\frac {L\Delta w}{w\Delta L}}]=w[1+{\frac {1}{\epsilon }}]MPL.}
Elastycznością podaży czynnika jest {\displaystyle \epsilon ,} który na ogół jest dodatni. Jeśli krzywa podaży jest doskonale elastyczna, to {\displaystyle \epsilon } równa się nieskończoności, a powyższe wyrażenie prowadzi do przypadku przedsiębiorstwa działającego na konkurencyjnym rynku czynników produkcji. Monopson operuje w punkcie, gdzie krańcowy przychód z najęcia dodatkowej jednostki czynnika równa się krańcowemu kosztowi tej dodatkowej jednostki. Ponadto koszty całkowite czynnika wzrastają coraz szybciej wraz ze wzrostem nabytej ilości czynnika. Dlatego koszty krańcowe czynnika przewyższają cenę rynkową tego czynnika. Z punktu widzenia kryterium Pareta, monopsonista nie działa w punkcie efektywnym. Warto podkreślić, że nieefektywność jest po stronie rynku czynnika, a nie po stronie rynku wyrobów finalnych.

### Płaca minimalna
Rząd może ustalić minimalną płacę na poziomie wyższym niż przeważająca płaca w stanie równowagi. Jeśli sytuacja ta występuje na rynku pracy zdominowanym przez monopsonistę, to wprowadzona płaca minimalna może zwiększyć zatrudnienie. Jest to szczególny przypadek, ponieważ występuje tylko na tym rynku. Ponadto forma krzywej podaży monopsonu zmienia się pod wpływem wiążącej płacy minimalnej. Można to zapisać w postaci:
{\displaystyle w={\begin{cases}w_{min},&{\text{jeśli }}w_{min}\geqslant w(L)\\w(L),&{\text{jeśli }}w_{min}\leqslant w(L)\end{cases}},}
gdzie pierwotną krzywą podaży jest {\displaystyle w(L),} a płacą minimalną {\displaystyle w_{min}.}
Jeśli rząd ustaliłby minimalną płacę na poziomie równym płacy, jaka byłaby na rynku konkurencyjnym, to monopsonista mógłby najmować pracowników po nowej stałej cenie. Firma ta będzie zwiększać zatrudnienie aż do momentu, gdy wartość krańcowego produktu zrówna się z wprowadzoną ceną minimalną, ponieważ w tym przypadku płaca nie zależy od ilości zatrudnionych pracowników. Z tego wynika, że monopsonista zatrudni taką liczbę pracowników, jakby operował na konkurencyjnym rynku pracy.

## Monopson dyskryminujący
Podobnie jak w przypadku monopolu, na rynku czynników może występować monopson dyskryminujący. Monopsonista może płacić różne ceny czynnikom, w zależności od tego co jest dla niego bardziej opłacalne. Przykładem może być sytuacja, gdy krańcowy koszt otrzymania dodatkowej jednostki nakładu z jednego rynku jest większy niż drugiego, to wtedy monopsonista może dyskryminować ceny i w ten sposób podnieść zysk, przez ograniczenie nabywania na pierwszym rynku i zwiększenie nabycia na drugim rynku. Dzięki temu koszty nabycia ogółem tego czynnika będą niższe bez zmniejszania ilości dostępnej do wykorzystania. Oznacza to, że cena czynnika jest niższa na tym rynku, który charakteryzuje się niższą elastycznością podaży.
Dyskryminacja cenowa na rynku czynnika produkcji jest szczególnym rodzajem dyskryminacji cenowej. Przykładami dyskryminacji cenowej może być różnica w poziomie płac kobiet i mężczyzn czy też różnicowanie zasad płacenia za godziny nadliczbowe.